# Kanton Besse-et-Saint-Anastaise
Kanton Besse-et-Saint-Anastaise (fr. Canton de Besse-et-Saint-Anastaise) je francouzský kanton v departementu Puy-de-Dôme v regionu Auvergne. Tvoří ho 10 obcí.

## Obce kantonu
- Besse-et-Saint-Anastaise
- Chambon-sur-Lac
- Compains
- Égliseneuve-d'Entraigues
- Espinchal
- Murol
- Saint-Diéry
- Saint-Pierre-Colamine
- Saint-Victor-la-Rivière
- Valbeleix